# Predmier
Predmier és un poble i municipi d'Eslovàquia que es troba a la regió de Žilina, al centre-nord del país. El 2023 tenia 1.359 habitants.

## Demografia
| Godina             | 1994 | 2004   | 2014   | 2024   |
| ------------------ | ---- | ------ | ------ | ------ |
| Nombre de persones | 1335 | 1350   | 1364   | 1363   |
| Diferència         |      | +1,12% | +1,03% | −0,07% |

| Godina             | 2023 | 2024   |
| ------------------ | ---- | ------ |
| Nombre de persones | 1359 | 1363   |
| Diferència         |      | +0,29% |